# روزشمار اعتراضات ۱۳۹۸ ایران
اعتراضات ۱۳۹۸ ایران یا آبان خونین مجموعهٔ اعتراضات مردمی و ضد حکومتی در سراسر ایران در آبان ۱۳۹۸ بود که به‌دنبال انجام مجدد اعتراضات و براندازی نظام جمهوری اسلامی رخ داد. رحمانی فضلی شمار کشته‌شدگان را کمتر از ۲۲۵ نفر اعلام کرد و صدای آمریکا به‌نقل از خبرگزاری رویترز نوشت، در این اعتراضات ۱۵۰۰ نفر توسط نیروهای امنیتی جمهوری اسلامی کشته شدند.

## روزشمار

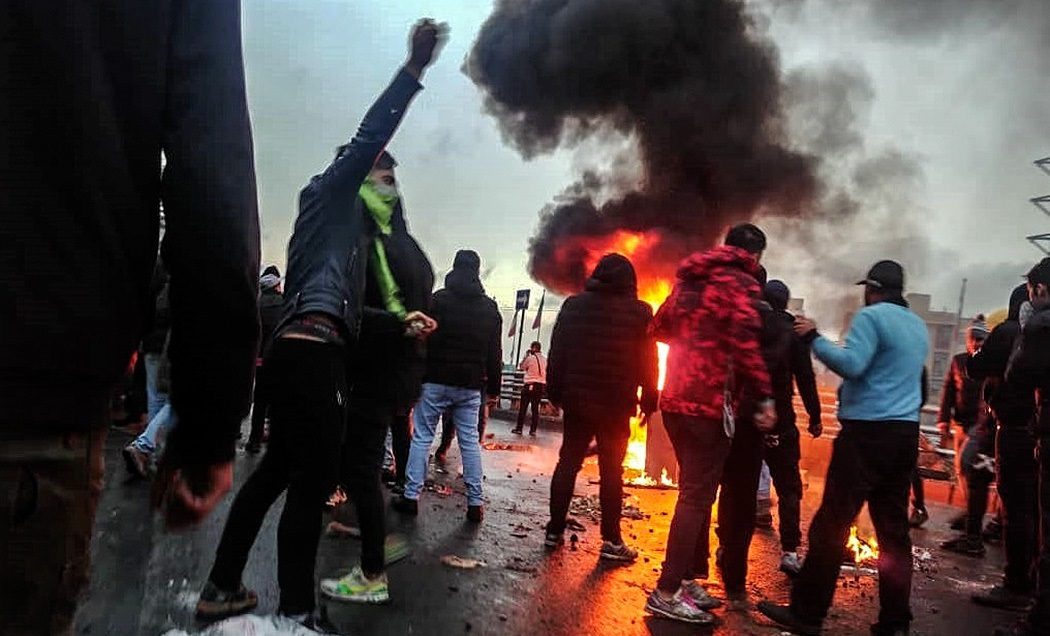
اعتراضات در شهر مشهد در ۲۶ آبان ۱۳۹۸

### ۲۴ آبان
- در اهواز روز جمعه ۲۴ آبان ۱۳۹۸ با تجمع مردم در مناطقی از شهر با سر دادن شعار «اهوازی با غیرت، ماشینتو خاموش کن» خواستار خودداری شهروندان از خرید و مصرف بنزین شدند.[۲۲][۲۳] در فلکهٔ کیان‌پارس اهواز تجمع و تظاهرات گسترش یافت که با حمله موتورسواران ضدشورش مردم با آن‌ها درگیر شدند.[۲۴]
- در سیرجان در ۲۴ آبان اعتراضات بالا گرفت و دست‌کم یک پمپ بنزین به آتش کشیده شد و یک نفر هم در حمله نیروهای امنیتی به تجمع‌کنندگان کشته شد.[۲۲][۲۴][۲۵][۲۶]
- در مشهد معترضان به گران شدن بنزین در ۲۴ آبان خودروهای خود را در بزرگراه وکیل‌آباد خاموش کرده و از حرکت سر باز زدند. آن‌ها شعار می‌دادند: «روحانی حیا کن، مملکت را رها کن» و «دیکتاتور حیا کن، مملکت را رها کن». نیروهای امنیتی برای مقابله با معترضان به شلیک گاز اشک‌آور متوسل شدند.[۲۲][۲۳] در پی انتشار فیلمی از بزرگراه وکیل آباد در اینستاگرام بازخورد زیادی در پی داشت.[۲۷]
- در بهبهان مردم معترض شعار می‌دادند که «بنزین گران‌تر شده، فقیر فقیرتر شده»[۲۸] و یک شعبهٔ بانک ملی به آتش کشیده شد.[۲۹]
- در امیدیه، مردم دست به تجمع و اعتراض زدند و جادهٔ این شهر به آغاجاری را بستند و ترافیک بسیار سنگینی را ایجاد کردند.[۲۴][۲۸]
- در قلعه حسن خان تهران، مردم در شامگاه جمعه تجمع و اعتراض کرده و یکی از خودروهای یگان ویژه را واژگون کردند.[۳۰]

### ۲۵ آبان
- شنبه ۲۵ آبان اعتراضات در تهران بالا گرفت و مردم برخی از اتوبان‌ها از جمله اتوبان همت، اتوبان تهران-کرج و بلوار بابایی و تهرانپارس را بستند و در زیر پل ستارخان شعار سر دادند: «پول نفت گم شده خرج فلسطین شده»، «مرگ بر گرانی» و «مرگ بر دیکتاتور» ، «نترسید نترسید ما همه با هم هستیم»، «توپ تانک فشفشه، آخوند باید گم بشه».[۳۰] معترضان در شرق تهران، با سنگ و آجر اتوبان امام علی را بستند و با نیروهای انتظامی که به سمت مردم گاز اشک‌آور پرتاب کردند درگیر شدند.[۳۱]
- در شیراز و اصفهان مردم معترض خودروهای خود را در خیابان‌ها خاموش کردند، مسیر را بسته و شعار سردادند: «نه غزه، نه لبنان، جانم فدای ایران»[۳۰]
- دامنهٔ اعتراضات و درگیری‌ها به بندرعباس، اصفهان، ماهشهر، گچساران، برازجان، خرمشهر، بابل، بیرجند، نیشابور، شوشتر، اندیمشک و قم گسترش پیدا کرد و در اصفهان، مشهد و کرمان چند پمپ بنزین به آتش کشیده شد.[۳۲]
- اعتراضات شنبه ۲۵ آبان در اراک، تبریز، برازجان، بوشهر، ارومیه، کرج، کرمانشاه، سرپل ذهاب، سقز، مریوان، رشت، گرمسار، کردستان، لرستان، اسلامشهر، ساری، بجنورد، تهرانسر، گرگان، یاسوج، دهدشت، جیرفت، نجف‌آباد، شاهین‌شهر، رامهرمز، مریوان، جوانرود، پاسارگاد، شهر قدس، دماوند، سنندج، بندر ریگ، یزد، نیشابور، چابهار، اهر، رودهن، گچساران، زاهدان، فردیس کرج، قزوین، همدان و خرم‌آباد ادامه داشت.[۳۱][۳۳]
- در شهریار معترضان مجسمهٔ انگشتر سید روح‌الله خمینی که در میدان امام خمینی آن شهر نصب شده‌بود را به آتش کشیدند و آن را وسط خیابان اصلی شهر (خیابان ولیعصر) قراردادند. گزارش‌ها از تیراندازی و تیرخوردن تعدادی از معترضان در شهریار حکایت دارند.[۳۴]
- چند بانک در تهران، اندیشه، اسلام‌شهر، بهبهان، جادهٔ ساوه و رباط کریم و یک حوزه علمیه در بجنورد به آتش کشیده شد.[۳۳]
- نت‌بلاکس در گزارشی تأیید کرد که دولت ایران دسترسی به اینترنت در سراسر کشور را تقریباً به‌طور کامل قطع کرده است.[۳۵]
- مایک پمپئو وزیر خارجه ایالات متحده در نخستین واکنشها به اعتراضات ایران، گفت پس از چهل سال بیداد، مردم پر افتخار ایران در مورد سوء استفاده‌های حکومتشان ساکت نمی‌نشینند. ما هم ساکت نخواهیم ماند. او سخن یکسال و نیم پیش خود را تکرار کرد، من پیامی برای مردم دارم: ایالات متحده صدای شما را می‌شنود. ایالات متحده از شما حمایت می‌کند. ایالات متحده با شماست.[۳۶]

### ۲۶ آبان
- حمله به حوزهٔ علمیه در کازرون و به آتش کشیدن مدرسهٔ علمیهٔ صالحیه مکتب الصادق[۳۷]
- اعتراض‌ها در شهرهای مشهد، شیراز، اصفهان، برازجان، بوشهر، بوکان، قائم‌شهر، نجف‌آباد، تبریز، خرم‌آباد، کرج، کرمانشاه، گرگان، اندیمشک، بابل، گچساران، ساری، قزوین، چابهار، مریوان، یزد، نیشابور، بهبهان، گرمسار، قرچک، اسلام‌شهر، تهرانسر، ماهشهر، جوانرود، رشت، اهواز و... همچنان ادامه داشت.[۳۸]
- براساس گزارش‌های تأیید نشده، تعداد کشته‌شدگان در درگیری مأموران امنیتی با مردم به ده‌ها نفر رسیده است. در برخی شهرها، شاهدان از شلیک مستقیم گلوله به معترضان خبر می‌دهند.[۳۸]
- محمود صادقی عضو هیئت رئیسه فراکسیون امید مجلس از اعلام «طرح فوریتی بازگشت قیمت بنزین به قیمت قبل» در جلسه روز یکشنبه ۲۶ آبان مجلس خبر داد.[۳۹] علی خامنه‌ای با ارسال یادداشتی به نمایندگان آن‌ها را از مخالفت با مصوبهٔ افزایش قیمت بر حذر داشت و آن طرح از دستور کار مجلس خارج شد.[۴۰]
- علی خامنه‌ای رهبر ایران طی یک سخنرانی حمایت خود از تصمیم سران سه قوه را اعلام کرد.[۴۱]
- مورگان اورتگس سخنگوی وزارت خارجه آمریکا در توئیتی نوشت: درحالی‌که مردم ایران به جدیدترین بی‌عدالتی رژیم فاسد حاکم اعتراض می‌کنند، ایالات متحده در کنار این مردم که مدتهاست در رنج هستند، می‌ایستد. ما تلاش‌ها برای قطع اینترنت را محکوم می‌کنیم. بگذارید مردم حرف‌شان را بزنند![۴۲]

### ۲۷ آبان
- معترضان در مشهد بیلبوردی با تصویر خامنه‌ای واقع در پل چمران را آتش زدند.[۴۳]
- در نیشابور درگیری‌هایی بین مردم و پلیس ضد شورش گزارش شد.[۴۴] در قوچان تجمعاتی در بازارهای شهر انجام گرفت.
- اعتراضات در تهران نیز ادامه داشت. در تهرانسر درگیری‌هایی بین مردم و پلیس ضد شورش گزارش شد.
- اعتراضات آبان ۹۸ به دانشگاه تهران کشیده شد و در روزهای ۲۶ و ۲۷ آبان تجمع‌های بزرگ دانشجویی در پردیس مرکزی دانشگاه شکل گرفت. در روز ۲۷ آبان با نزدیک شدن به ساعات تاریکی شب، چندین آمبولانس حاوی نیروهای لباس شخصی وارد دانشگاه شدند و تعدادی از دانشجویان را دستگیر و داخل آمبولانس کردند.[۴۵][۴۶] تعدادی دیگر از دانشجویان دانشگاه تهران هم در منزل شخصی خود یا مکانی بیرون از دانشگاه تهران بازداشت شدند.[۴۷][۴۸][۴۹] تجمعات دانشجویی در روزهای ۲۶ و ۲۷ آبان در دانشگاه تهران، منجر به حمله نیروهای امنیتی به دانشگاه شد در آبان ۹۸، سها مرتضایی، کامیار ذوقی، سعید احمدزاده، ابوالفضل نژادفتح، محمد بابایی از دانشگاه تهران بازداشت شدند، ملیکا قراگوزلو و علی نانوایی از دانشگاه علامه طباطبائی و یاشار دارالشفا هم از دانشگاه علوم بهزیستی و توانبخشی بازداشت شدند.[۵۰][۵۱][۵۲] دانشجوها را به زندان‌های اوین، فشافویه و زندان زنان قرچک منتقل کردند.

### ۲۸ آبان
- نمایندهٔ شوش در مجلس اعلام کرد که شهر شوش به خاطر اعتراض‌های کارگران نیشکر هفت‌تپه به تعطیلی کشیده شده است.[۵۳]
- سازمان عفو بین‌الملل اعلام کرد، از شمار بالای کشته‌ها، زخمی‌ها و بازداشتی‌ها در اعتراضات ایران «وحشت‌زده» شده و نگران قطعی اینترنت در این کشور برای «سرکوب خونین» در خلاء خبری است.[۵۴] این سازمان با استناد به تصاویر ویدئویی راستی‌آزمایی شده، شهادت شاهدان عینی و اطلاعات به دست آمده از فعالان خارج از ایران گفت که نیروهای امنیتی ایران رویه‌ای دلخراش از کشتار غیرقانونی را در پیش گرفته‌اند.[۵۵]
- علی خامنه‌ای رهبر ایران اعلام کرد که در این اعتراضات «دشمن را عقب راندیم» و «این اعتراضات، مردمی نبود بلکه امنیتی بود».[۵۶]

### ۲۹ آبان
- براساس گزارش رادیو فردا اعتراضات و درگیری بین مردم و نیروهای امنیتی در خوزستان و شهرهای اندیمشک، دزفول، کوت عبدالله باوی ادامه دارد و تا تاریخ ۲۹ آبان ۵۸ نفر در این استان کشته شده‌اند که ۲۸ نفر از این کشته‌ها متعلق به ماهشهر است.[۵۷]
- حسن روحانی رئیس‌جمهور ایران معترضان را «آشوبگران شروری» خواند که در روزهای اخیر خیابان‌ها را به تصرف خود درآورده بودند و شمارشان را «اندک» خواند.[۵۶]
- نت‌بلاکس اعلام کرد اینترنت برای چهارمین روز پیاپی در ایران قطع بوده است و بابت قطعی اینترنت، خسارتی معادل ۲۴۲ میلیون دلار در چهار روز (۶۱ میلیون دلار در هر روز) به اقتصاد کشور وارد شده است. این سازمان میزان دسترسی به اینترنت را با ۴ درصد همچنان رو به کاهش دانست.[۵۸]

### ۳۰ آبان
- پس از حدود ۱۰۰ ساعت قطعی اینترنت، دسترسی به اینترنت در برخی از شهرها به تدریج برقرار شد. شرکت نت‌بلاکس تأیید کرد که اتصال به اینترنت در بعضی نقاط ایران به‌صورت محدود در حال برقرار شدن است.
- در شهرهای پاکدشت، رباط‌کریم، و اسلامشهر تظاهراتی در حمایت از حکومت ایران برگزار شد.[۵۹]
- دونالد ترامپ رئیس‌جمهور ایالات متحده آمریکا در دو توئیت نوشت: ایران آنقدر بی‌ثبات شده است که رژیم تمام سیستم اینترنتی را قطع کرد تا مردم خوب ایران نتوانند دربارهٔ خشونت شدیدی که در داخل آن کشور جریان دارد، صحبت کنند. رژیم خواهان حذف کامل شفافیت است و فکر می‌کنند که جهان از مرگ و فجایعی که رژیم ایران ایجاد می‌کند، بی‌خبر می‌ماند.[۶۰]
- مایک پنس، معاون رئیس‌جمهور ایالات متحده، در یک توئیت نوشت: درحالی‌که ایرانی‌ها برای اعتراض در خیابان‌ها حضور دارند، آیت‌الله‌ها در تهران به استفاده از خشونت و حبس برای سرکوب مردم خود ادامه می‌دهند.[۶۱]

### ۱ آذر
- نت‌بلاکس میزان دسترسی به اینترنت را با ضریب ۱۵ درصد گزارش کرد.[۶۲]
- محمد مساعد روزنامه‌نگار به دلیل توییت‌هایش دربارهٔ قطعی اینترنت بازداشت شد.[۶۳]

### ۲ آذر
- علی القاصی مهر دادستان تهران، اعلام کرد بازپرسان ویژه و تمام‌وقت در حال تحقیقات همه‌جانبه از افرادی هستند که در اعتراض‌ها بازداشت شده‌اند.[۶۴]

### ۳ آذر
- شکرالله بهرامی رئیس سازمان قضایی نیروهای مسلح، گفت که در جریان اعتراضات «ممکن است کسی هم به صورت عبوری لطمه‌ای خورده باشد، که این اتفاق در جنگ‌های شهری طبیعی است.»[۶۵]

### ۴ آذر
- مقام‌های پلیس ایران از بازداشت ۳۴ معترض در شهرهای شیراز، مشهد و خرم‌آباد خبر دادند.[۶۶]
- حسین سلامی، فرماندهٔ سپاه پاسداران، در راهپیمایی طرفداران حکومت ایران گفت «در یک جنگ بزرگ جهانی هستیم» و به آمریکا، اسرائیل، عربستان و بریتانیا هشدار داد که اگر از خط قرمز ایران عبور کنند نابود خواهند شد.[۶۷]

### ۵ آذر
- ۳ معترض در کرمانشاه و ۵ نفر که در اعتراضات تهران مشارکت داشتند در بابلسر دستگیر شدند.[۶۸] فرماندهٔ انتظامی استان گیلان از بازداشت یکی از معترضان تهرانی در شهرستان رودبار خبر داد.[۶۹]
- مجتبی خانجانی فرماندار بهارستان، گزارش‌ها دربارهٔ تحویل جسد در برابر دریافت پول از خانوادهٔ کشته‌شدگان را رد کرد و مدعی شد اگر خانوادهٔ قربانیان، استطاعت مالی نداشته باشند برای کفن و دفن به آن‌ها کمک مالی می‌شود.[۷۰]

### ۶ آذر
- حسن روحانی گفت که موضوع بنزین را به وزارت کشور، شورای امنیت کشور و صدا و سیما واگذار کرده بوده و زمان افزایش قیمت بنزین را نمی‌دانسته. او مدعی شد که صبح ۲۴ آبان و پس از اجرای طرح، از افزایش قیمت بنزین مطلع شده است.[۷۱] با این‌حال در ۹ آذر، معاون سیاسی وزارت کشور اعلام کرد که روحانی ۲ روز پیش از اجرای طرح افزایش قیمت و سهمیه‌بندی بنزین، از موضوع مطلع بوده است.[۷۲]
- روند اتصال مجدد اینترنت اپراتورهای موبایل، در تهران و ۸ استان دیگر آغاز شد.[۷۳]

### ۷ آذر
- مقام‌های امنیتی ایران از بازداشت دست‌کم ۵۰ نفر از شرکت‌کنندگان در اعتراض‌ها در چند شهر از جمله تهران، شیراز و مشهد خبر دادند.[۷۴]
- مایک پمپئو وزیر خارجه ایالات متحده گفت آنچه در ایران روی می‌دهد، خواست مردم ایران برای دستیابی به آزادی و کامیابی اقتصادی و رژیمی است که این‌ها را از مردم دریغ می‌کند. چیزی که ما در هفته‌های گذشته دیده‌ایم، این است که مردم ایران می‌گویند دیگر بس است. دزدسالاری بس است، حکومت دینی دیگر بس است.[۷۵]

### ۹ آذر
- خبرگزاری رسمی ایران (ایرنا) اعلام کرد طی ۲۴ ساعت گذشته بازداشت‌ها در استان‌های تهران، فارس، آذربایجان‌شرقی و هرمزگان ادامه داشته است.[۷۶]
- وبسایت کلمه، رسانهٔ نزدیک به میرحسین موسوی، از دفن پیکر ۱۵۶ نفر از جان‌باختگان اعتراضات اخیر ایران در بهشت زهرای تهران و ارسال ۸۰ پیکر دیگر به شهرستان‌های مختلف خبر داد.[۷۷]

### ۱۰ آذر
- لیلا واثقی، فرماندار شهرستان قدس اعلام کرد که در روز ۲۵ آبان شخصاً به نیروی انتظامی دستور داده به معترضانی که وارد فرمانداری شده بودند شلیک کنند.[۷۸] طی اعتراضات آبان ۹۸ این اولین موردی بود که مشخص شد دستور تیر دقیقاً توسط چه کسی صادر شده است.[۷۹] پس از انتشار اظهارات واثقی، کاوه موسوی (حقوقدان) اعلام کرد بر اساس اعتراف لیلا واثقی کیفرخواستی علیه او تنظیم شده است.[۸۰]

### ۱۱ آذر
- ۱۴ اقتصاد دان در نامه ای به رئیس‌جمهور خواهان انتشار اسناد کارشناسی و صورت‌جلسه و پیوست‌های کارشناسی اقدام دولت در گران کردن بنزین شدند و کارشناسان دولت را دعوت به مناظره کردند.[۸۱]
- علی دارابی، معاون امور استان‌های صداوسیمای ایران گفت که اعتراض‌ها در بیش از ۲۰۰ شهر بزرگ و کوچک کشور صورت گرفته است.[۸۲]
- روزنامهٔ نیویورک تایمز در گزارشی به نقل از خبرنگاران محلی اعلام کرد تعداد کشته‌شدگان طی سه روز ناآرامی در بندر ماهشهر بین ۴۰ الی ۱۰۰ نفر بوده است.[۸۳]

### ۱۲ آذر
- انوشیروان محسنی بندپی، استاندار تهران، در یک نشست خبری اعلام کرد تعداد بازداشتی‌های اعتراضات اخیر در تهران ۲۰۲۱ نفر است.[۸۴]
- غلامحسین اسماعیلی در نشست خبری گفت که اکثر بازداشت شدگان اعتراضات اخیر آزاد شده‌اند و امروز در تهران ۳۰۰ نفر در بازداشت به سر می‌برند.[۸۵]
- دونالد ترامپ، رئیس‌جمهور ایالات متحده، روز سه‌شنبه، ۱۲ آذرماه، در هفتادمین سالگرد سازمان پیمان آتلانتیک شمالی، در لندن در خصوص اعتراضات سراسری ایران گفت: «اتفاق وحشتناکی است و جهان نظاره‌گر آن است»[۸۶]
- ایرنا به نقل از یک مقام وزارت اطلاعات از بازداشت ۷۹ نفر در خوزستان در رابطه با اعتراضات اخیر خبر داد.[۸۷]

### ۱۳ آذر
- پس از گذشت ۱۸ روز، اینترنت در سیستان و بلوچستان هنوز قطع است. براساس گزارش کاربران شبکه‌های اجتماعی و تأیید وزیر ارتباطات، اینترنت همراه هنوز در این استان قطع است.[۸۸]
- سایت کلمه وابسته به میرحسین موسوی در گزارشی عنوان کرد که در سرکوب اعتراضات در کرمانشاه، کردستان و آذربایجان غربی بیش از ۱۴۰ تن کشته شده‌اند[۸۹]
- ۴۵۰ نفر از معلمان شاغل و بازنشسته سراسر ایران طی بیانیه‌ای در خصوص اعتراضات سراسری ایران واکنش نشان دادند: «ریشه اعتراضات در ناراحتی انباشته شده از فساد سازمان یافته در حاکمیت، تبعیض و بی عدالتی، بی‌توجهی به مردم در تصمیم‌گیری‌ها و سیاست گذاریهای کلان چه در عرصه داخلی و چه خارجی، سلب آزادی‌های مدنی و سرکوب هر نوع اعتراض آرام و مسالمت آمیز در ۴۰ سال گذشته بوده است»[۹۰]
- شبکهٔ حقوق بشر کردستان از انتقال ۱۰۰ نفر از بازداشت‌شدگان اعتراض‌های اخیر از بازداشتگاه‌های امنیتی کرمانشاه به زندان دیزل‌آباد خبر داد.[۹۱]
- بر اساس گزارش نهادهای حقوق بشری تعداد کشته‌شدگان زیر ۱۸ سال در اعتراض‌های آبان به ۱۸ نفر افزایش یافت.[۹۲]

### ۱۴ آذر
- پس از ۱۹ روز قطعی، اینترنت در سیستان و بلوچستان وصل شد[۹۳]
- ۳۸ نفر در سه شهر ایران و در استان‌های تهران و فارس بازداشت شدند.[۹۴]
- بی‌بی‌سی به نقل از یک منبع آگاه گزارش داد که وزارت اطلاعات بیش از ۱۰ بسیجی حاضر در سرکوب‌های تهران را بازداشت کرده است. بعد از انتشار این گزارش، خبرگزاری فارس به نقل از مقام‌های قضایی و امنیتی این خبر را تکذیب کرد.[۹۵]
- برایان هوک، نمایندهٔ ویژهٔ وزارت خارجه آمریکا در امور ایران، از احتمال کشته شدن «بیش از یک هزار نفر در اعتراضات ایران» خبر داد.[۹۶]

### ۱۵ آذر
- میچل باچله کمیسر عالی حقوق بشر سازمان ملل گفت: «تصاویری دریافت کرده‌ایم که بنظر می‌رسد نیروهای امنیتی از روی بام ساختمان‌ها و سوار بر بالگرد به سر یا سایر اعضای حیاتی معترضان در حال فرار تیراندازی می‌کنند.»[۹۷]

### ۱۶ آذر
- در دانشگاه‌های تهران و چندین کلانشهر، در حمایت از اعتراض‌های آبان تجمعاتی برگزار شد.[۹۸]
- ۱۵ شهروند در شهرستان شیروان استان خراسان شمالی تحت عنوان «لیدر و عوامل اغتشاشات» بازداشت شدند.[۹۹]

### ۱۸ آذر
- اخطار ۱۶۰ وکیل دادگستری ضمن ابراز همدردی با خانوادهٔ جانباختگان اعتراضات آبان‌ماه، به رئیس‌جمهور اخطار قانونی داده و این پرسش را مطرح کردند که «فرمانده عملیات» در حوادث رخ داده چه شخص یا اشخاصی بوده‌اند و دستور استفاده از سلاح گرم توسط چه کسانی صادر شده است؟[۱۰۰]
- فرمانده انتظامی استان کردستان روز دوشنبه ۱۸ آذر از بازداشت ۸ شهروند در شهرستان مریوان تحت عنوان «لیدر و عوامل اغتشاشات» خبر داد.[۱۰۱]
- شبکهٔ تلویزیونی سی‌بی‌سی کانادا گزارشی را پخش کرد که در آن شیرین عبادی، برندهٔ ایرانی جایزه صلح نوبل، اعتراضات سراسری اخیر را «مقدمه سرنگونی رژیم» خواند و گفت: «این امر ممکن است در کوتاه‌مدت یا در بلندمدت روی دهد. اما شکاف میان رژیم و مردم آنقدر عمیق شده که دیگر قابل پر کردن نیست. کانادا می‌تواند گام‌هایی برای کمک به معترضان در ایران بردارد؛ برای مثال، با پولشویی مبارزه کرده و جلوی سرمایه‌گذاری نظام جمهوری اسلامی در خارج از کشور را بگیرد».[۱۰۲]

### ۱۹ آذر
- سیده فاطمه حسینی، رئیس فراکسیون فناوری و نوآوری مجلس شورای اسلامی اعلام کرد: «قطعی اینترنت روزانه ۲۵۰۰ میلیارد تومان به کسب و کارهای حوزه فناوری خسارت وارد کرده است.»[۱۰۳]

### ۲۰ آذر
- ۷ شهروند در تهران و نجف آباد تحت عنوان «لیدر و عوامل اغتشاشات» بازداشت شدند.[۱۰۴]

### ۲۱ آذر
- چهار نفر از شهروندان ساکن اصفهان توسط نیروهای امنیتی به اتهام سلطنت‌طلبی بازداشت شدند. خبرگزاری‌های ایران نوشتند این افراد که از آنها به عنوان «اعضای شبکه فعال سلطنت‌طلب» و «اعضای شبکه مبارز وطن اصفهان» نام برده شده است، توسط نیروهای سازمان اطلاعات سپاه استان اصفهان در زمان برگزاری جلسه‌ای در منزل یکی از شهروندان، بازداشت شدند. این رسانه‌ها مدعی شدند، در محل بازداشت آنها، تعدادی «شب‌نامه، پرچم شیر و خورشید، ابزار شعارنویسی، و شیشه‌های بمب‌های آتش‌زا» کشف شد.[۱۰۵]

### ۲۲ آذر
- ۱۳۶ شهروند در خوزستان تحت عنوان «عاملان تیراندازی» بازداشت شدند[۱۰۶]

### ۲۳ آذر
- روز شنبه ۲۳ آذر فرماندهان انتظامی استان البرز و غرب استان تهران از دستگیری ۱۱ تن از معترضان با عنوان «لیدر و عوامل اصلی اغتشاشات» خبر دادند.[۱۰۷]

### ۲۵ آذر
- محسن استادعلی «جایزهٔ بهترین کارگردانی جشنواره سینما حقیقت» را به پویا بختیاری، یکی از کشته شدگان اعتراضات آبان ماه تقدیم کرد.[۱۰۸]
- جسد «ارشاد رحمانیان»، که از ۲۶ آبان ۱۳۹۸ ناپدید شده بود، با سر متلاشی شده و دست و پای شکسته در کنار سد «گاران» پیدا شد. او در تظاهرات اعتراضی مردم مریوان در ۲۵ آبان ۱۳۹۸ شرکت کرده بود.[۱۰۹]

### ۲۶ آذر
- گروهی از از دانشجویان دانشگاه بهشتی تهران، بامداد سه‌شنبه ۲۶ آذر در آستانه ۵ دی، چهلم جانباختگان اعتراضات آبان در خوابگاه دانشگاه تجمع اعتراضی به پا کردند. آن‌ها سپس در یک راهپیمایی اعتراضی مقابل حراست دانشگاه تجمع کرده و در واکنش به افزایش شمار جان‌باختگان اعتراضات آبان شعار سردادند.[۱۱۰]
- روز سه شنبه ۲۶ آذرماه ۹۸، دادستان انقلاب شهرستان قدس در استان تهران، از بازداشت شهروندان معترض تحت عنوان «لیدر و عامل اغتشاشات» خبر داد.[۱۱۱]
- فرمانده انتظامی استان البرز، از بازداشت ۲ شهروند معترض در فردیس البرز خبر داد.[۱۱۲]

### ۲۷ آذر
- علی اکبر جاویدان، فرماندهٔ انتظامی استان کرمانشاه از دستگیری بیش از ۲۵۰ نفر از معترضان در کرمانشاه خبر داد و آن‌ها را «سردستهٔ اغتشاشگران» توصیف کرد. او همچنین اتهام برخی از آنها را «توهین علیه نظام» عنوان کرد و مدعی شد که «چند نفر آنها به ارتباط با گروهک‌های تروریستی و دشمنان انقلاب اعتراف کرده‌اند.»[۱۱۳]
- مجمع عمومی سازمان ملل قطعنامهٔ «محکومیت وضعیت حقوق بشر در ایران» را با ۸۱ رای مثبت تصویب کرد.[۱۱۴]

### ۲۸ آذر
- پنجشنبه ۲۸ آذرماه، رئیس پایگاه ششم پلیس امنیت عمومی تهران و فرمانده انتظامی استان لرستان، از بازداشت ۴ شهروند معترض، تحت عنوان «لیدر و عامل اغتشاشات» خبر دادند.[۱۱۵]

### ۳۰ آذر
- نرگس محمدی، یاسمن آریانی، آتنا دائمی، صبا کردافشاری، مژگان کشاورز، سهیلا حجاب، سمانه نوروزمرادی و منیره عربشاهی، زندانیان سیاسی محبوس در زندان اوین از ۳۰ آذر تا ۵ دی به مناسبت چهلم کشته‌شدگان آبان در بند زنان این زندان تحصنی ۶ روزه را آغاز کردند.[۱۱۶][۱۱۷][۱۱۸] این زندانیان تا سه هفته ممنوع‌الملاقات و امکان تماس تلفنی از آنها گرفته شده است.[۱۱۹]
- سازمان حقوق بشر ایران اعلام کرد تا روز ۲۹ آذر ماه دست‌کم ۳۲۴ نفر از معترضان جان‌باخته در سراسر ایران از سوی این سازمان احراز هویت شده‌اند.[۱۲۰]

### ۱ دی
- دادستان عمومی و انقلاب شهرستان بهارستان پیدا شدن سه جسد پس از گذشت حدود یک ماه، از زیر آوار یکی از بانک‌های نسیم‌شهر در جریان اعتراض‌های آبان ماه را تأیید کرد.[۱۲۱]

### ۲ دی
- رویترز در گزارشی ویژه از کشته شدن حدود ۱۵۰۰ نفر در اعتراضات آبان‌ماه ایران خبر داد.[۳] این خبرگزاری به نقل از سه منبع موثق درون محفل رهبر جمهوری اسلامی و فرد چهارمی که یک مقام رسمی جمهوری اسلامی است، نوشته است خامنه‌ای در شامگاه یکشنبه ۲۶ آبان با مقام‌های ارشد امنیتی، حسن روحانی و تعدادی از اعضای کابینه دیدار کرده است. او که از سوزاندن تصویر خود و مجسمه‌ای مربوط به روح‌الله خمینی، خشمگین بوده با صدای بلند از شیوهٔ برخورد مسئولان با ناآرامی‌ها انتقاد کرده[۳][۱۲۲] و گفته: «جمهوری اسلامی در خطر است. هر کاری لازم است برای پایان دادن (به اعتراضات) انجام دهید. دستور من این است».[۳] خامنه‌ای در این جلسه به صراحت گفته که تظاهرات به واکنشی قاطع نیاز دارد و هشدار داده است که اگر مقامات حاضر در جلسه بلافاصله اعتراضات را متوقف نکنند، او آنها را مسئول پیامدهای آن خواهد دانست. به گفتهٔ منابع رویترز کسانی که در جلسه حضور داشتند موافق بودند که تظاهرکنندگان قصد سرنگونی جمهوری اسلامی را دارند.[۳] رویترز به نقل از این منابع می‌گوید خامنه‌ای به ویژه از خشم طبقهٔ کارگر در شهرهای کوچک به شدت نگران بوده است. رای‌دهندگان کم‌درآمد این مناطق در انتخابات مختلف از حکومت پشتیبانی کرده‌اند و آرای آن‌ها در انتخابات آتی مجلس می‌تواند محک محبوبیت نظام در دوران اثرگذاری تحریم‌ها باشد.[۳] به نوشتهٔ رویترز بخش بزرگی از تظاهرکنندگان در اعتراضات خواستار بازگشت رضا پهلوی به ایران و سقوط جمهوری اسلامی شده بودند.[۳]

جیسون برادسکی، رئیس شورای سیاست‌گذاری گروه اتحاد علیه ایران هسته‌ای، گفت گزارش ویژه رویترز در مورد کشته شدن ۱۵۰۰ معترض ایرانی به دستور علی خامنه‌ای باید در دادگاه کیفری بین‌المللی دنبال شود.

### ۳ دی
- بلافاصله بعد از گزارش رویترز مبنی بر کشته‌شدن حدود ۱۵۰۰ نفر در پی دستور خامنه‌ای برای سرکوب اعتراضات، رضا پهلوی از کشورهای اروپایی عضو شورای امنیت خواست رژیم جمهوری اسلامی و رهبر آن را به دست عدالت بسپارند.[۱۲۴][۱۲۵]
- در بامداد ۳ دی منوچهر بختیاری و ناهید شیرپیشه والدین پویا بختیاری بازداشت شدند. آن‌ها در ۳۰ آذر ۱۳۹۸ به وزارت اطلاعات احضار شده‌بودند و به ایشان گفته شده بود که نباید مراسم چلهم فرزندشان را برگزار کنند. این توصیه از سوی آن‌ها رد شده بود.[۱۲۶] خبرگزاری مهر نوشته این خانواده «با حکم قضایی» و برای آنچه «صیانت از نظم و امنیت مردم شریف و خسارت‌دیده»، «جلوگیری از پروژه کشته‌سازی» و «تکرار اقدامات مسلحانه علیه مردم» بازداشت‌شده‌اند.[۱۲۷]
- برخی مهمانان دیشبِ خانواده بختیاری هم در راه برگشت از کرج، برای ساعتی بازداشت‌شده‌بودند اما بعد در تهران آزاد شده‌اند. گفته‌شده در تهران مأموران به خانواده مصطفی کریم‌بیگی، از کشته‌شدگان اعتراض‌های سال ۱۳۸۸ هم رفته‌بودند اما گویا مادر یا خواهر کریم‌بیگی بازداشت نشده‌اند. خانواده بختیاری، در پیام‌هایی از مردم خواسته‌بودند تا در آیین چهل‌مین روز درگذشت فرزندشان شرکت کنند.[۱۲۸]
- سه‌شنبه ۳ دی ماه ۹۸، سرپرست پلیس امنیت عمومی استان کرمان، از بازداشت ۲ شهروند معترض تحت عنوان «عامل اغتشاشات» خبر داد.[۱۲۹]

### ۴ دی

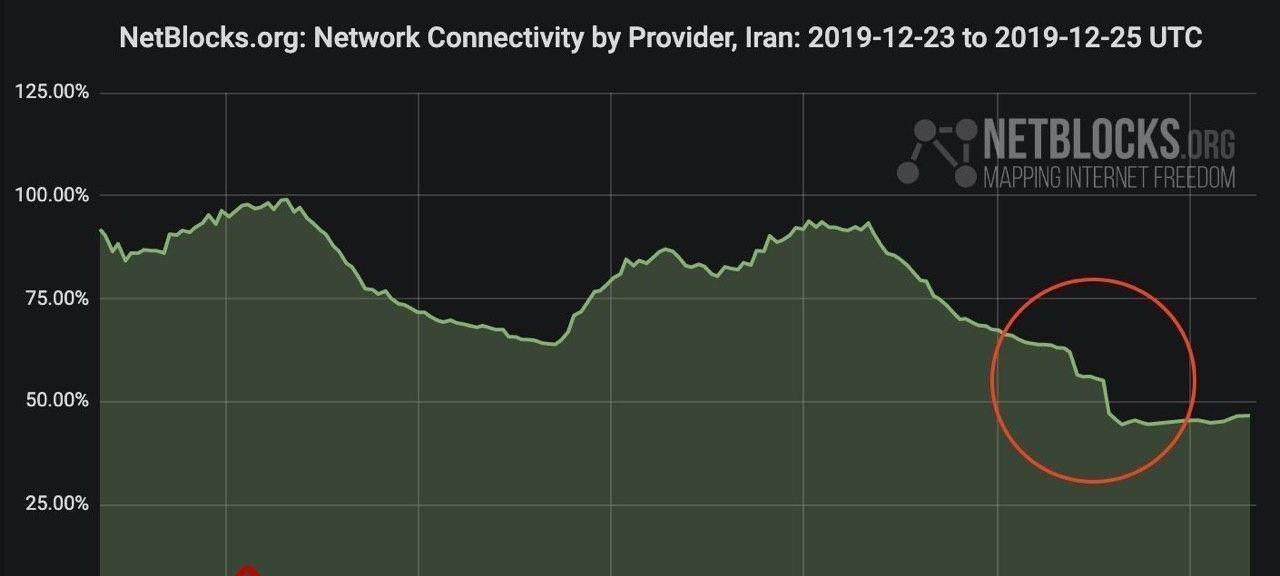
آمار زنده قطعی اینترنت

- اینترنت خانگی در شیراز و برخی شهرستان‌های استان فارس قطع شد.[۱۳۰]
- «یک منبع آگاه» در وزارت ارتباطات و فناوری اطلاعات ایران به خبرنگار ایلنا گفته است که «با دستور مراجع امنیتی» ترافیک بین‌الملل خطوط تلفن‌های همراه در استان‌های البرز، کردستان، زنجان و فارس قطع شده است. اینترنت موبایل در پنج‌استان کشور به دستور نهادهای امنیتی قطع شده و احتمال دارد شمار استان‌های بی‌اینترنت بیشتر هم بشود. بعید نیست قطعی اینترنت به نزدیک‌شدن‌به چهل‌مین روز درگذشت کشته‌شدگان اعتراض‌های اخیر ربط داشته‌باشد.[۱۳۱]
- نت بلاکز که ترافیک اینترنت جهانی را رصد می‌کند تأیید کرد که اینترنت موبایل در نقاطی از ایران از شش‌ونیم صبح دچار اختلال شده و صبح چهارشنبه دو بار افت یکباره روی داده است.[۱۳۲]
- چهارشنبه ۴ دی ماه، ۹ شهروند در ارتباط با اعتراضات آبان، تحت عنوان «لیدر اغتشاشات»، در شهرستان بم، کرج و اصفهان بازداشت شدند.[۱۳۳]
- ۲۲ تن از بازداشت شدگان اعتراضات آبان در شهر ارومیه به دادسرای عمومی و انقلاب ارومیه احضار شدند.[۱۳۴]
- ۱۳۵ نفر از مستندسازان ایرانی به مناسبت چهل‌مین روز کشته‌شدن برخی معترضان اعتراض‌های آبان، بیانیه‌ای منتشر کرده‌اند. آن‌ها نوشته‌اند: «ما هم‌راه با مردم میهن‌مان در چهل‌مین روز فاجعه، یاد کشته‌شدگان و زندانیان در بند را زنده نگه می‌داریم…» امضاکنندگان بیانیه اعلام کرده‌اند «بر واقعیت‌های امروز چشم نمی‌بندیم» و «کنار مردم… روایت از آنچه بر ما گذشت ثبت و حفظ خواهیم کرد؛ روایت جان‌به‌لب‌رسیدن از غمِ نان، روایت کشته‌شدگانِ بی‌تدفین و بی‌مزار و زندانیان بی‌نام و بی‌نشان» که هریک «کسی از ما هستند.»[۱۳۵]

### ۵ دی
- فعالان حقوق بشر از اعضای دائم شورای امنیت خواستند که در اقدام فوری با تصویب یک قطعنامه به عنوان «جنایت علیه بشریت»، سرکوب مردم در ایران را محکوم کند.[۱۳۶]
- بنابر گزارش منابع حقوق بشری، نرگس محمدی فعال مدنی زندانی در ایران پس از تحصن به همراه ۷ زندانی دیگر در اعتراض به کشتار آبان ماه، به زندان زنجان منتقل شده است.[۱۳۷]
- ۲ شهروند در قزوین به اتهام «سازماندهی آشوب و ناامنی» توسط نیروهای سپاه‌پاسداران بازداشت شدند.[۱۳۸]
- شبکهٔ ایران اینترنشنال از بازداشت دست‌کم ۱۴ نفر در شهرهای دورود، قم، قزوین، رشت و تهران، همزمان با چهلمین روز کشته‌شدن معترضان آبان ۱۳۹۸ خبر داد.[۱۳۹] در همین رابطه شبکهٔ من و تو، بازداشت دست کم ۶۰ نفر در ۴ شهر تهران، کرج، رشت و دورود را اعلام کرد.[۱۴۰]
- مؤسسه نت بلاکز اعلام کرد دسترسی اینترنت در ایران بار دیگر پایین آمده و فقط به حد پنج درصد از متوسط ارتباط با اینترنت رسیده است.[۱۴۱]
- افرادی که برای شرکت در مراسم چهلمین روز کشته شدن پویا بختیاری در تظاهرات آبان ماه، به گورستان بهشت سکینه در کرج رفته بودند توسط نیروهای امنیتی جمهوری اسلامی دستگیر شدند. «پلیس و نیروهای امنیتی با ماشین‌های زرهی و آب‌پاش» در قطعه ۲۶ گورستان «بهشت سکینه» کرج، محل دفن پویا بختیاری، قرار داده شده بود و یک هلیکوپتر هم بر فراز گورستان در پرواز بود.[۱۴۲][۱۴۳][۱۴۴]

شعارها:
- «این همه سال جنایت، مرگ بر این ولایت»[۱۴۵]
- «کُشته ندادیم که سازش کنیم، رهبر قاتل رو ستایش کنیم»[۱۴۵]
- «مرگ بر دیکتاتور»[۱۴۶]
- «درد ما درد شماست، مردم به ما ملحق شوید»[۱۴۷]

### ۶ دی
- مایک پومپئو، وزیر امور خارجه آمریکا روز جمعه ششم دی‌ماه در توییتی گفته است، «مردم ایران حق دارند برای کسانی که در اعتراضات اخیر کشته شدند عزاداری کنند.» در این توییت نوشته است: «مردم ایران حق دارند به سوگ ۱۵۰۰ قربانی بنشینند که به دست خامنه‌ای در تظاهرات (اخیر) سلاخی شدند. حکومت از شهروندان خودش می‌ترسد و یک‌بار دیگر به خشونت متوسل شد و اینترنت را قطع کرد.»[۱۴۸]
- دست‌کم یازده نفر در مراسم چهلم نوید بهبودی در روستای گوراب زرمیخ صومعه سرا و ۳۰ نفر در جریان برگزاری مراسم چهلم پویا بختیاری در بهشت سکینه کرج بازداشت شده‌اند.[۱۴۹]
- فرمانده انتظامی خوزستان از بازداشت ۲ شهروند به دلیل مدیریت شبکه‌های مجازی در جریان اعتراضات در اهواز خبر داد.[۱۵۰]

### ۷ دی
- جلال میرزایی، نماینده اصلاح‌طلب در مجلس شورای اسلامی عنوان کرده است که نیروی انتظامی ایران «مسئولیت بخشی از» قربانیان اعتراضات آبان‌ماه سال جاری را بر عهده گرفته است.[۱۵۱]
- محمد عبادی‌نژاد، فرمانده پلیس کازرون از بازداشت یکی از معترضان آبان ماه با عنوان «عامل اصلی تخریب و آتش‌زدن حوزه علمیه و ۱۱ بانک» خبر داد.[۱۵۲]
- شنبه ۷ دی ماه، مسئولان انتظامی در استان‌های قم، اصفهان و گلستان از بازداشت ۱۸ شهروند تحت عنوان «عاملان تحریک مردم برای شرکت در تجمعات» در شهرهای قم، نجف آباد و کلاله، خبر دادند.[۱۵۳]

### ۸ دی
- محسن خانچرلی، فرمانده انتظامی غرب استان تهران، از بازداشت هشت نفر از «عاملان» اعتراضات آبان ماه سال جاری خبر داد. وی یکشنبه ۸ دی‌ماه این افراد را «عناصر اصلی اغتشاشات و اخلالگران نظم عمومی» نامید که در شبکه‌های تلگرام و اینستاگرام «جهت تشویق مردم برای شرکت در اغتشاش و آشوب در شهرستان اسلامشهر و شهریار» تلاش کرده‌اند.[۱۵۴]
- عبدالرضا آقاخانی، فرمانده پلیس قم از بازداشت ۱۴ نفر که قصد «ایجاد ناآرامی و اغتشاش در سراسر کشور» داشته‌اند خبر داد.[۱۵۵]
- سپاه استان قزوین از بازداشت دو نفر به اتهام «تحریک به اقدامات خرابکارانه» خبر داد[۱۵۶]
- محمد حسین باباکلانی، فرمانده انتظامی شهرستان نجف‌آباد از بازداشت سه نفر از «عاملان اصلی تحریک مردم» خبر داد.[۱۵۷]
- «شبکه حقوق بشر کردستان» از آزار و اذیت جنسی تعدادی از نوجوانان بازداشت شده در جریان اعتراض‌های آبان ۱۳۹۸ در مریوان خبر داد.[۱۵۸]

### ۱۱ دی
- جعفر ابراهیمی، فعال صنفی معلمان به دلیل شرکت در چهلم جان باختگان آبان ماه روز پنجشنبه ۵ دی ماه در بهشت سکینه کرج توسط نیروهای امنیتی بازداشت شده است.[۱۵۹]

### ۱۲ دی
- یک شهروند معترض در شیراز تحت عنوان «عامل اغتشاشات» بازداشت شد.[۱۵۹]

### ۱۹ دی
- امیر (شاهپور) اوجانی، ۴۳ ساله، که در جریان اعتراضات آبان‌ماه از ناحیه فوقانی پا مورد اصابت گلوله نیروهای امنیتی قرار گرفته بود و از ترس بازداشت تنها به پانسمان بسنده کرده بود، به دلیل عفونت ناشی از جراحت پا و آمبولی ریه درگذشت.[۱۶۰][۱۶۱]

### ۲۲ دی
- صبا راد و زهرا خاتمی راد دو مجری تلویزیون به همکاری خود با صدا و سیما پایان دادند.[۱۶۲] صبا راد در پست اینستاگرامی خود نوشت: «این روزها می‌خواهیم دلمان گرم شود نه سرمان …»[۱۶۲]
- دانشجویان دانشگاه شهید بهشتی، دانشگاه دامغان، دانشگاه صنعتی اصفهان و دانشگاه رازی کرمانشاه، با تجمع و سر دادن شعار، خواستار استعفای علی خامنه‌ای شدند.
- مردم در شهرهای تهران، آمل، کرمانشاه، بابل، زنجان، رشت، سمنان، قزوین، سنندج، مشهد، همدان و یزد تجمع اعتراضی برپا کردند و شعارهایی را بر ضد رهبر ایران و سپاه پاسداران سر دادند.[۱۶۳][۱۶۴][۱۶۵]

### ۲۵ دی
- فرمانده سپاه ویژه تهران اعلام کرد در مورد کشته‌شدگان اعتراضات آبان، هنوز بین بین شهدا و کسانی که اتفاقی در اعتراضات بودند تفکیک انجام نشده است او گفت: «هنوز بین شهدا و کسانی که اتفاقی آن‌جا در حادثه بودند یا کسانی که از سوی اشرار و اراذل و اوباش به شهادت رسیدند و مورد هجوم قرار گرفتند و کسانی که اراذل و اوباش بوده‌اند و کشته شدند، تفکیک صورت نگرفته است.»[۱۶۶]
- فرمانده انتظامی استان اصفهان از بازداشت یک شهروند در شهرستان مبارکه خبر داد. تحریک مردم به شرکت در تجمعات آبان، آموزش شعار علیه نظام و مسئولان نظام و عضوگیری در فضای مجازی به منظور تبلیغ علیه نظام از جمله اتهامات مطروحه علیه این فرد عنوان شده است.[۱۶۷]

### ۶ بهمن
- محمد ملکی، ۲۳ ساله که در جریان اعتراضات آبان‌ماه در سه راه آدران در جاده ساوه بر اثر اصابت گلوله مأموران امنیتی از ناحیه ستون فقرات و ریه مجروح شده بود، درگذشت.[۱۶۰][۱۶۸][۱۶۹]

### ۱۴ بهمن
- در ۱۴ بهمن ۱۳۹۸ دو نفر از بازداشت‌شدگان اعتراضات آبان ماه به نام‌های محمدجواد احمدی و آریا حامدی‌راد هر کدام به ۶ سال زندان محکوم شدند. اتهام آن‌ها «اجتماع و تبانی به قصد برهم زدن امنیت کشور»، صدور فراخوان برای حضور سایر شهروندان برای تجمع در حمایت از جانباختگان و انتشار سرود و اشعار و موسیقی‌های حماسی در حمایت از شهروندان معترض بوده است.[۱۷۰]

### ۲۷ بهمن
- در ۲۷ بهمن ۱۳۹۸ صدها نفر از دانشجویان «دانشگاه امیرکبیر» در تهران هم‌زمان با چهلمین روز کشته شدن مسافران هواپیمای اوکراین، در اعتراض به حوادث ماه‌های اخیر و وضعیت فعلی کشور دست به تجمع زدند.[۱۷۱][۱۷۲][۱۷۳] در بیانیه پایانی این تجمع آمده است: «ملت ایران! امروز که در این بزنگاه تاریخی ایستاده‌ایم، به زنده‌ترینمان حبس و حصر تحمیل کرده‌اند. نهادهای انتخاباتی که قرار بود بنا به نظر جمهور مردم ایجاد شوند، اما بیش از هر زمان دیگری انتصابی هستند، هیچ‌گونه امکان رهایی در درون خود ندارند.»[۱۷۱] نیروهای بسیج و حراست به تجمع دانشجویان حمله کردند تا مانع از خوانده شدن بیانیه دانشجویان شوند.[۱۷۴] دانشجویان معترض همچنین خواستار آزادی برخی فعالان زن مانند: بهاره هدایت، نسرین ستوده، نرگس محمدی و ندا ناجی شدند.[۱۷۲][۱۷۳]

### ۲ اسفند
سه نفر از معترضان آبان ۹۸ به نام‌های «امیرحسین مرادی»، «سعید تمجیدی» و «محمد رجبی»، توسط ابوالقاسم صلواتی به اعدام و مجموعاً به ۳۸ سال زندان و ۲۲۲ ضربه شلاق نیز محکوم شدند. به نوشتهٔ خبرگزاری هرانا، این ۳ متهم که در تجمعات اعتراضی آبان در محله ستارخان تهران شرکت کرده بودند در جریان بازجویی و تحت شکنجه مجبور به اعترافات اجباری علیه خودشان شدند.

### ۴ اسفند
سمیرا هادیان، زندانی سیاسی در زندان قرچک ورامین که در اعتراضات آبان ۱۳۹۸، در ۳۰ آبان‌ماه بازداشت شده بود، به ۸ سال حبس تعزیری محکوم شده است.

### ۹ اسفند
۲۸ فوریه ۲۰۲۰ عفو بین‌الملل در بیانیه‌ای اظهار نگرانی خود را از اعدام سه نفر از بازداشت‌شدگان اعتراضات آبان ۱۳۹۸، امیرحسین مرادی، سعید تمجیدی و محمد رجبی ابراز داشت و به ناعادلانه بودن محاکمه و محروم بودن از وکیل و گرفتن اعتراف تحت شکنجه تأکید کرده است.

### ۱۴ اسفند
در روز چهارشنبه ۱۴ اسفند سازمان عفو بین‌الملل اعلام کرد که: «در ادامهٔ تحقیقات خود به شواهدی دست یافته است که نشان می‌دهد نیروهای امنیتی ایران دست کم ۲۳ کودک را در جریان اعتراضات سراسری در آبان ۱۳۹۸ کشته‌اند».
مهدی باقری یکی از بازداشت‌شدگان اعتراضات آبان‌ماه به ۵ سال زندان تعزیری محکوم شد.

### ۲۴ اسفند
صبح شنبه با وخیم شدن حال امیرحسین مرادی یکی از بازداشت شدگان اعتراضات آبان‌ماه که به اعدام محکوم شده است، وی را به بیمارستان رازی تهران منتقل کردند ولی بدون هیچ رسیدگی او را به زندان بازگرداند. وی به بیماری پارالیز مبتلا می‌باشد. در روزهای اخیر بازجوی وی به او خبر داده بود در روزهای آینده اعدام خواهد شد، علاوه بر اعلام خبر ساختگی ابتلای او به ویروس کرونا توسط مسئولان زندان باعث فشار روانی و شدت یافتن بیماری او شده بود.

### ۲۵ اسفند
- حمید خسروپور یکی از بازداشت‌شدگان اعتراضات آبان به ۱ سال زندان تعزیری محکوم شد. وی در مدتی که در بازداشت به‌سر می‌برد، مورد ضرب و شتم قرار گرفت و ناخن‌هایش در بازداشتگاه اطلاعات سپاه کشیده شد.[۱۸۴]

### ۲۶ اسفند
- علی بی‌کس، یکی از بازداشت‌شدگان اعتراضات آبان ماه به اتهام «اجتماع و تبانی، اخلال در نظم و آسایش عمومی و ایجاد هیاهو از طریق فریاد کشیدن» به ۱۰ سال حبس تعزیری محکوم شد.[۱۸۵]

### ۴ تیر ۱۳۹۹
- احکام اعدام سه نفر از معترضان آبان ۱۳۹۸ توسط دیوان عالی کشور تأیید شد. این سه نفر با نام‌های «امیرحسین مرادی»، «سعید تمجیدی» و «محمد رجبی»، توسط دادگاه انقلاب تهران، به ریاست قاضی ابوالقاسم صلواتی به اعدام و در مجموع به ۳۸ سال زندان و ۲۲۲ ضربه شلاق نیز محکوم شده بودند. پیش از این سازمان عفو بین‌الملل محاکمه این سه معترض را ناعادلانه خوانده و اعلام کرده بود: «این سه تن در دوران بازجویی برای گرفتن اعتراف، تحت شکنجه قرار گرفته بودند.»[۱۸۶][۱۸۷]

شعارها:
- «مردم درگیر فقرند؛ اینا به فکر رای‌اند»[۱۷۱][۱۷۲]
- «۱۵۰۰ نفر؛ کشته آبان ما»[۱۷۱]
- «امنیت پوشالی؛ جمهوری توخالی»[۱۷۱]
- «بترسید بترسید؛ ما همه با هم هستیم»[۱۷۱]
- «دانشجوی با غیرت؛ حمایت حمایت»[۱۷۱]
- «آبان، دی و خرداد؛ یاران خون و بی‌داد»[۱۷۱]
- «میزان رنج ملت است»[۱۷۲]
- «بهاره هدایت آزاد باید گردد»[۱۷۳]
- «نه صندوق نه آرا، تحریم انتخابات»[۱۷۴]
- «زندانی سیاسی آزاد باید گردد»[۱۷۴]
- «دانشجو می‌میرد ذلت نمی‌پذیرد»[۱۷۴]